# Die 3 Codonas
Die 3 Codonas ist ein 1940 entstandenes, deutsches Filmdrama aus der Zirkuswelt von Arthur Maria Rabenalt mit René Deltgen, Ernst von Klipstein und Annelies Reinhold in den Hauptrollen.

## Handlung
Die Geschichte beginnt zur Jahrhundertwende. Eduardo Codona, mittlerweile in den USA zu „Edward“ amerikanisiert, ist Chef einer kleinen Varieté- und Trapezkünstlertruppe, der mit dem eigenen kleinen Unternehmen durch die Vereinigten Staaten reist. Da er unlängst gestürzt ist und sich dabei eine schwere Schulterverletzung zugezogen hat, kann er als Familien-Act „Die 3 Codonas“ nicht mehr auftreten und ist gezwungen, den kleinen Wanderzirkus versteigern zu lassen. Der Vater und seine noch kleinen Söhne Alfredo und Lalo haben es in den kommenden Jahren schwer, sich eine ökonomische Grundlage zu schaffen. Der Vater betreibt eine kleine Schaubude, ebenfalls dabei ist seine Pflegetochter Vera. Als diese sich vom Künstleragenten Flatcher weglocken und an den amerikanischen Großzirkus Ringling weitervermitteln lässt, scheint es mit den drei Codonas endgültig bergab zu gehen.
Jahre gehen ins Land, bis eines Tages Alfredo Vera wieder begegnet. Bei Ringling ist Vera als Teil einer Luftballettnummer ein Publikumsmagnet geworden. Sie merkt recht schnell, wie schlecht es den beiden Brüdern Alfredo und Lalo geht, und bringt die beiden Artisten, wenn zunächst auch nur als Stallburschen, bei dem Zirkusunternehmen unter. Bei Ringling lernt Alfredo eines Tages die deutsche Trapezkünstlerin Lilian Leitzel kennen. Alfred wird ihr persönlicher Assistent, und beide verlieben sich ineinander. Dann gelingt Alfredo endlich die seit langem angestrebte Umsetzung seiner Idee eines dreifachen Saltos am Trapez. Lilian beschließt, nach Deutschland heimzukehren, denn in Europa ist gerade – man schreibt das Jahr 1914 – der Erste Weltkrieg ausgebrochen. Die drei Codonas steigen im Lauf der Zeit zu einer der größten Varieté- und Zirkusattraktionen auf und gehen nach Kriegsende 1918 auch auf Europatournee. Eduardo Codona ist derweil gestorben, und Alfredo und Lilian sehen sich in Berlin nach langer Zeit wieder. Beider Liebe entflammt neu und sie treten gemeinsam in der Manege auf. Bei Lilians letztem Auftritt in Kopenhagen 1931 löst sich ein Trapezhaken aus der Decke, und Lilian stürzt in die Tiefe und stirbt.
Alfredo ist angesichts des Todes seiner Liebsten am Boden zerstört. Lalo und Vera, die sich in der Zwischenzeit ebenfalls ineinander verliebt haben, beschließen ihre ganze Kraft dafür aufzuwenden, Alfredo vor dem totalen Absturz in die Alkoholsucht oder die Depression zu bewahren. Obwohl sie sich für füreinander bestimmt halten, kommen sie auf die Idee, dass Vera Alfredo heiraten sollte, um ihn vom Verlust Lilians abzulenken. Doch Vera vermag Alfredo nicht aufzufangen, der Artist erfährt eine Charakterwandlung, die ihn zu einem aggressiven und übermäßig wagemutigen Menschen macht. So unterschreibt Alfredo einen Vertrag, der den drei Codonas eine geradezu irrwitzige Aktion abverlangt: Sie sollen einen Drahtseilakt zwischen zwei Hochhäusern absolvieren – ohne Netz! Ganz gegen ihre Überzeugung stimmen sein Bruder Lalo und dessen Liebe Vera Alfredos einseitiger Entscheidung zu. Der Salto-Akt gelingt und wird zu einer Sensation. Als Vera glaubt, dass Alfredo allmählich nervlich wieder gefestigt zu sein scheint, wendet sie sich wieder ihrer großen Liebe Lalo zu. Alfredo reagiert auf diese Entscheidung mit rasender Eifersucht, greift zur Waffe und erschießt erst Vera, dann sich selbst.

## Produktionsnotizen
Die 3 Codonas entstand ab dem 16. Januar 1940 und wurde am 1. August desselben Jahres in Hamburg uraufgeführt. Die Berliner Premiere fand zwölf Tage später im UFA-Palast am Zoo statt.
Herstellungsgruppenleiter Herbert Engelsing übernahm auch die Herstellungsleitung. Gustav Rathje übernahm die stellvertretende Produktionsleitung. Kameramann Ernst Kunstmann gestaltete die Trickaufnahmen. Joachim Friedrich Bremer und Philipp Lothar Mayring lieferten eine Filmnovelle als Drehbuchvorlage. Emil Hasler entwarf die Filmbauten, die Hans Minzloff und Artur Schwarz ausführten. Die Liedtexte zu Peter Kreuders Musik stammen von Günther Schwenn. Oskar Haarbrandt war für den Ton verantwortlich.
Der Film kostete moderate 1.206.000 RM und spielte bis Januar 1942 insgesamt 2.556.000 RM ein. Damit galt Die 3 Codonas als großer kommerzieller Erfolg.

## Realer Hintergrund
Die drei Codonas waren die Geschwister Alfredo, Abelardo und Victoria Codona. Ihr Vater Eduardo Codona hatte diese Familien-Artistengruppe 1913 gegründet und betrieb im Süden Mexikos einen kleinen Zirkus, in dem die drei auftraten. Später tourte man auch durch mehrere Länder. Alfredo war bekannt für seine gefährlichen artistischen Einlagen und Darbietungen, vor allem seinen dreifachen Salto. 1933 hatte er sich verletzt und ein Jahr darauf zog er sich zurück.
Der Film orientiert sich an dem realen Leben dieser drei Codonas. Im Mittelpunkt des Geschehens steht hier jedoch der eifersüchtige Alfredo Codona (1893–1937), der einst als Stunt-Double für Johnny Weissmüller in dessen ersten beiden Tarzan-Filmen Film Tarzan, der Affenmensch und Tarzans Vergeltung frühe Filmerfahrungen in Hollywood gesammelt hatte, ehe er sich im Sommer 1937 nach dem Mord an Vera Bruce, seiner dritten Ehefrau, im kalifornischen Long Beach erschoss.

## Kritiken
„Die Filmdichtung von den drei Codonas macht großzügig von dem Recht Gebrauch, das Leben umzudichten, es romanhaft zu vertiefen und balladesk zu färben. Aber das Resultat ist ein dankbar zu würdigendes Dokument für den Glanz der Artistik. Für ihre eiserne Arbeit, ihre geniale Leistung, ihren Todesmut und für die Schönheit ihres Millionen beglückendes, hinreißenden, unvergessenen Könnens.“

Im Lexikon des Internationalen Films heißt es: „Packende, professionell gestaltete Mischung von Manegenzauber und dramatischen Leidenschaften vor authentischem Zeithintergrund und Milieu.“